# Povo Chono
Os Chonos, ou Guaitecos, eram um povo indígena nômade ou grupo de povos que habitava os arquipélagos de Chiloé, Guaitecas e Chonos, no sul do Chile.
Os Chonos viviam como caçadores-coletores, deslocando-se em canoas.
Grande parte do que se sabe sobre os Chonos a partir de fontes espanholas é filtrada pela perspectiva dos Huilliches, já que a língua huilliche era usada para a comunicação com os Chonos.

## Aparência física
Os Chonos, assim como outros povos canoeiros do oeste da Patagônia, apresentavam baixa estatura, crânios alongados (dolicocefálicos) e rostos de proporções reduzidas. Segundo Robert FitzRoy, que encontrou os Chonos na década de 1830, eles eram mais musculosos e tinham uma aparência mais atraente em comparação com os povos canoeiros do extremo sul. Alberto Achacaz Walakial [en], um Kawésqar [en] nascido por volta de 1929, afirmou que os Chonos eram mais altos, com pele mais escura e rostos e narizes mais alongados que os de seu povo.
Estudos de ossos de Chonos revelam que eles eram propensos a problemas articulares, doenças infecciosas e, em alguns casos, lesões traumáticas, condições associadas ao seu estilo de vida.

## História

Extensão aproximada das culturas indígenas no Chile na época da chegada dos espanhóis. en, Mapuche, Huilliche e en fazem parte do grupo macroétnico Mapuche.

### Era pré-hispânica
O pesquisador Alberto Trivera considera que não há continuidade entre a cultura humana encontrada no sítio arqueológico de Monte Verde e qualquer grupo histórico. Segundo o arqueólogo Ricardo E. Latcham [en], os Chonos, junto a outros nômades marítimos, podem ser remanescentes de grupos indígenas mais amplamente distribuídos, que foram empurrados para o sul por sucessivas invasões de tribos do norte.
Os Chonos são considerados os primeiros habitantes etnicamente identificáveis do Arquipélago de Chiloé. Isso levou à suposição de que foram os Chonos que deixaram a maioria dos abundantes sambaquis (conchales) no arquipélago de Chiloé, embora essa afirmação não tenha sido verificada. Há vários topônimos no arquipélago de Chiloé com etimologias chonas, apesar de a principal língua indígena na região, na época da chegada dos espanhóis [en], ser o Veliche. Uma teoria do cronista José Pérez García sugere que os Cuncos [en] se estabeleceram na Ilha de Chiloé em tempos pré-hispânicos, como resultado da pressão de Huilliches mais ao norte, que, por sua vez, eram deslocados pelos Mapuche. Assim, alguns historiadores sugerem que áreas tão ao norte quanto a costa de Osorno e o Lago Llanquihue [en] já estiveram dentro do alcance do nomadismo chono.
O arqueólogo e etnógrafo Ricardo E. Latcham propôs que os Chonos chegaram ao arquipélago das Guaitecas a partir de Chiloé após a invasão deste último por grupos da cultura Mapuche (Huilliches, Cuncos, etc.) do continente no século XIII.

### Era colonial
Os Chonos tiveram seu primeiro contato com europeus em 1553, quando a expedição naval de Francisco de Ulloa chegou às suas terras.
No final do século XVI e início do XVII, houve várias incursões espanholas com o objetivo de trazer os Chonos para os domínios espanhóis de Chiloé. Essas incursões tornaram-se raides escravagistas após o decreto de 1608 do rei Filipe III de Espanha, que legalizou a escravidão de "indígenas rebeldes". Isso foi um abuso da lei, já que os Chonos, ao contrário dos Mapuches, que destruíram sete cidades espanholas [en] entre 1598 e 1604, nunca se rebelaram. Além dos Chonos, os Huilliches de Valdivia, Osorno e grupos indígenas do Lago Nahuel Huapi, do outro lado dos Andes, também sofreram com os raides escravagistas. Alguns Chonos escravizados podem ter sido enviados ao norte, para os assentamentos espanhóis do Chile Central [en]. Essa região estava se tornando um caldeirão cultural para povos indígenas desenraizados. Os espanhóis obtinham Chonos como escravos não apenas por meio de raides, mas também comprando-os de outros Chonos. Enquanto alguns Chonos foram transformados em escravos diretos, outros acabaram no sistema de encomienda.
O interesse espanhol pelas terras dos Chonos diminuiu após a expedição de Antonio de Vea em 1675. No entanto, em 1710, um grande grupo de Chonos chegou voluntariamente ao assentamento espanhol de Calbuco, fugindo de conflitos internos. Os espanhóis decidiram estabelecer esse grupo na Ilha Guar [en].
O interesse pelas terras dos Chonos ressurgiu na década de 1740, quando os espanhóis souberam do naufrágio do navio de guerra britânico HMS Wager [en] na Ilha Wager [en], na Patagônia ocidental. Devido à ameaça de corsários e piratas [en], as autoridades espanholas foram ordenadas a despovoar os arquipélagos de Chono e Guaitecas para privar seus inimigos de qualquer apoio das populações nativas. Isso levou à transferência de populações para o Arquipélago de Chiloé ao norte, enquanto alguns Chonos migraram para o sul da Península de Taitao, efetivamente despovoando o território. Os Chonos em Chiloé acabaram sendo absorvidos pela população mestiça e indígena Huilliche local.
Os Chonos serviram como pilotos marítimos em muitas expedições espanholas pelos arquipélagos patagônicos. No entanto, alguns espanhóis, como José de Moraleda y Montero [en], notaram que os Chonos nem sempre eram confiáveis e, por vezes, enganavam os navegadores. De fato, os Chonos conseguiram manter os exploradores espanhóis afastados do Lago Presidente Ríos [es] de forma tão eficaz que ele só foi oficialmente descoberto pelos chilenos em 1945.
Devido à proximidade com os assentamentos espanhóis em Chiloé, os Chonos foram os povos canoeiros da Patagônia com o contato mais intenso com os espanhóis. Evidências indicam que os Chonos se tornaram cada vez mais aculturados à cultura espanhola ao longo dos séculos XVII e XVIII. Por exemplo, Cristóbal Talcapillán [en], entrevistado pelas autoridades espanholas na década de 1670, entendia a diferença entre espanhóis e ingleses. Na década de 1740, Martín Olleta [en] compreendeu a importância do naufrágio do HMS Wager [en] e lucrou ao entregar os sobreviventes às autoridades espanholas, mantendo objetos metálicos valiosos obtidos dos destroços. A proficiência em espanhol dos Chonos liderados por Martín Olleta era suficiente para se comunicar com o cirurgião britânico falante de espanhol.

### Declínio
Os Chonos praticamente desaparecem dos registros históricos após o século XVIII, embora referências esporádicas permaneçam. Thomas Bridges [en] relatou ter encontrado Chonos no final do século XIX. Alberto Achacaz Walakial, um Kawésqar nascido por volta de 1929, afirmou ter conhecido Chonos quando jovem. O escritor Benjamín Subercaseaux visitou a Península de Taitao em 1946 e relatou ter visto pegadas e fezes humanas frescas, sugerindo que Chonos nômades, como descritos nos registros históricos, ainda existiam. Ricardo Vásquez liderou uma expedição em 2006 a partes remotas da Península de Taitao, motivado em parte por possíveis indícios de que os Chonos ainda viviam isolados ali.
Em 1743, membros do cabildo de Castro explicaram o declínio dos Chonos que se estabeleceram nas missões jesuítas [en] como sendo causado pela escassez de mulheres. O historiador Rodolfo Urbina Burgos argumenta que os Chonos, como grupo distinto, extinguiram-se devido à escassez crônica de mulheres. Ele sugere que os Chonos se casavam com mulheres indígenas Veliches, Caucahué [en] ou Payos, o que levou à mestiçagem e assimilação nas culturas indígenas de Chiloé pela substituição de mulheres. As mulheres chonas eram responsáveis por mergulhar em águas frias para coletar mariscos, o que pode ter causado uma baixa expectativa de vida entre elas. Os Chonos que fugiram para o sul da Península de Taitao no século XVIII podem ter sido absorvidos pelos Kawésqar.
Os habitantes da ilha de Laitec, que tem fortes laços históricos com os Chonos, apresentam uma mistura genética indígena média de 80%. Não se sabe até que ponto os descendentes mestiços dos Chonos nessa ilha mantêm aspectos da cultura chona. O costume dos habitantes de Melinka [en] de levar cães a bordo durante suas viagens pode ter raízes nas tradições chonas.

## Cultura
Culturalmente, os Chonos compartilhavam muitas características com os povos canoeiros do sul, como os Kawésqar, mas também apresentavam influências do mundo Mapuche. Autores como Harb D. et al. (1998) classificam os Chonos como culturalmente "Fueguinos", em contraste com os grupos Mapuche mais ao norte. Urbina Burgos (2007) aponta o arquipélago de Chiloé como a fronteira entre a cultura Mapuche e a cultura dos "povos do sul".
Os Chonos possuíam pequenos cães que viajavam com eles em suas dalcas. Evidências sugerem que os cães eram usados para pesca e não como fonte de alimento na dieta chona.
Tanto os Chonos quanto os Kawésqars usavam Pilgerodendron uviferum como lenha, além de madeira para remos, pás, barcos e casas.
Estudos de isótopos em ossos humanos encontrados em territórios chonos sugerem que os Chonos mantiveram uma dieta predominantemente marinha por séculos ou milênios até após o contato com os espanhóis (c. 1550), quando alimentos terrestres passaram a ser mais importantes em sua dieta.
Objetos de ferro eram altamente valorizados pelos Chonos e geralmente obtidos dos assentamentos espanhóis em Chiloé, por meio de trocas ou furtos. Em alguns casos, o ferro era obtido de naufrágios europeus.